# Taxe H1N1
Lire en ligne

Lire sur Légifrance

La contribution des organismes complémentaires au financement de la lutte contre la pandémie grippale A dite taxe H1N1 ou taxe vaccination est une taxe affectée française exceptionnelle destinée à financer le programme de vaccination contre la grippe A (H1N1) de 2009.

## Historique
Le gouvernement a souhaité mettre à contribution les organismes complémentaires au financement de la lutte contre la pandémie grippale au motif que les vaccins sont habituellement pris en charge à 65 % par l'assurance-maladie obligatoire et à 35 % par les complémentaires. La Fédération nationale indépendante des mutuelles s'est opposée au motif que « la grippe H1N1 relevant de la solidarité nationale, son coût devant être supporté par l'ensemble des Français, et donc par l'impôt ».
Le coût de la campagne de vaccination contre la grippe A (H1N1) de 2009 est évalué initialement à 1,5 milliard d'euros, dont 808 millions pour l'achat de 94 millions de vaccins. L'article 10 du projet de loi de financement de la Sécurité sociale pour 2010 institue une contribution de 0,94 % assise sur le chiffre d'affaires. Le produit de la contribution exceptionnelle est évalué à 300 millions d'euros.
En commission mixte paritaire sur le projet de loi de finances rectificative pour 2009, les parlementaires ont ramené à 0,77 % le taux de la « taxe vaccination » des mutuelles. Cette révision du taux est liée à la révision à la baisse du coût de la campagne de vaccination du fait de la réduction du taux de TVA appliqué aux vaccins de 19,6 % à 5,5 % et d'un nombre moins important de vaccins destinés à la campagne de vaccination française (ce qui a entraîné un don de 9,4 millions de doses à l'OMS). 
Une nouvelle baisse est intervenue à la suite de l'annulation d'une partie des commandes des vaccins (50 millions de doses sur les 94 initialement commandées). L'article 3 de la loi de financement de la sécurité sociale pour 2011 porte le taux à 0,34 % pour un rendement de 110 millions d'euros. Cela représente environ 30 % du coût final de la campagne de vaccination, estimé à 330 millions d'euros. 
Au total, 6 millions de personnes se sont fait vacciner contre la grippe H1N1.

## Caractéristiques

### Redevables
La contribution exceptionnelle est due par les organismes complémentaires d'assurance maladie (OCAM), c'est-à-dire des mutuelles, institutions de prévoyance, assureurs.

### Bénéficiaire
Le produit de la contribution est intégralement affecté à la caisse nationale de l'assurance maladie des travailleurs salariés chargée de le répartir entre les régimes obligatoires de base d'assurance maladie.